# Christian Rose
Christian Rose (død 1711) var en dansk digter.
Roses fødselsår er lige så lidt bekendt som hans herkomst og fødested. Jacob Bartholin angiver København; Nyerups gisning, at han var nordmand, finder kun svag støtte i hans vers. I 1695 blev han student fra Roskilde, og 1696-97 var han kantor ved skolen i Odense. Som så mange af tidens digtere var han fattig og forfalden og fik aldrig nogen eksamen.
Rose døde under pesten i København 1711 (begravet 4. april). Skønt han således døde ung, nåede han i sin tid et vist digterry og roses af kendere som Andreas Hojer og J.E. Schlegel for sin oversættelse af Ovids Heroider: "Elskende Fyrsters og Fyrstinders Klage- og Kjærlighedsbreve" (1703), og det forudskikkede dedikationsvers til generalmajor Johan Rantzau.
Rose deltog i versekrigen i anledning af Sorterups Poetiske Skansekurv (1709), hvori han var bleven angreben, og oversatte 1710 Kingos morgen- og aftensange i vekslende latinske versemål med dedikation til Rostgaard, som 1739 lod disse Odæ sacræ Kingovianæ udgive.
I øvrigt haves under Roses navn nogle få utrykte lejlighedsvers, deriblandt temmelig plumpe smædedigte, som ingenlunde hæver sig over tidens sædvanlige niveau.